# Комплекс «Анфилады»
Пещерный комплекс «Анфилады», также Комплекс «Анфилады», «Анфилады» — условное название группы сильно разрушенных средневековых пещерных помещений с предполагаемыми остатками церкви. Пещеры могли относиться как к Инкерманскому монастырю, так и к крепости Каламита.

## Описание
Помещения вырублены в известняке на высоте 25—30 м от основания Монастырской скалы, в её южной части, со стороны Гайтанской балки, непосредственно над храмом с крещальней. Являются верхним ярусом многочисленных пещерных сооружений количеством не менее 25 штук, расположенных в 2-3 яруса. Будучи практически недоступными снизу, пещеры связаны ходами с крепостью Каламита. Некоторые исследователи связывают «Анфилады» и «Храм с крещальней» в единый комплекс. Т. А. Бобровский и Е. Е. Чуева допускают также существование здесь общежительного монастыря.
В настоящее время предполагаемая пещера-церковь разрушена в такой степени, что сохранилась только северная стена. Размер уцелевшей части неправильной формы — 9 м на 4 м и 2,7 м высотой. Центральная часть потолка имеет форму коробового свода. В центре помещения пол, в котором сделаны многочисленные углубления и вырубки, несколько повышается. В северной стене имеется ниша, «по форме близкая к арочной». Все поверхности сильно выветрившиеся. Вход в помещение вёл сверху скалы. Люком в полу пещера соединялась с нижней. Явных признаков, позволяющих судить о помещении, как о церкви, исследователи не находят. А, учитывая сильное разрушение, однозначно интерпретировать его назначение не считают возможным. Допускается, что первоначально здесь могла быть церковь, но в турецкое время, учитывая непосредственную связь с крепостью, её перестроили для использования в хозяйственных целях.

## История изучения
Первое описание храма сделал Пётр Паллас в труде 1794 года «Наблюдения, сделанные во время путешествия по южным наместничествам Русского государства в 1793—1794 годах». Ту же пещеру, опираясь на труд Палласа, описал и Муравьёв-Апостол в книге «Путешествие по Тавриде в 1820 году». Описание Петра Кеппена 1837 года, фактически, повторяет текст Палласа.
Так же Описание пещер содержится в работе Захара Аркаса 1879 года «Описание Ираклийского полуострова и древностей его: история Херсониса», считавшим помещение церковью и совпадающем в деталях с текстом Палласа
… сход вниз о 21 ступени в церковь, высеченную в камне и имеющую в длину и ширину 4, и в высоту 2 сажени с неглубоким по средине куполом и по бокам небольшими приделами; под церковью находится кубическая пещера в сажень длины, ширины и высоты, с узким наверху отверстием, для хранения церковной утвари
В том, что одна из пещер — церковь, с Аркасом соглашался А. Л. Бертье-Делагард, детально обследовавший комплекс в 1885 году
Я согласен с Аркасом, считая это помещение церковью: такому предположению вполне отвечает свод в потолке, который во всех пещерных городах встречается лишь в церквах и нигде больше: возвышение пола внутренней части есть церковная солея, а выступ задней стены с впадиной был вероятно престолом… Алтарной преграды не приметно, но это произошло от сильного выветривания и разрушения камня…
Д. М. Струков считал, что это общественное здание ещё дохристианских времен. Николай Репников, обследовав комплекс в 1935 году, считал, что пещеры были некими складскими помещениями крепости.